# Chłopiec z malajskiej wioski
Chłopiec z malajskiej wioski (ang. Kampung Boy, 1999–2000) – amerykańsko-malezyjsko-filipiński serial animowany wyprodukowany przez Matinee Entertainment. Wersję polską opracowało Start International Polska.
Serial „Chłopiec z malajskiej wioski” został laureatem nagrody dla najlepszego serialu telewizyjnego na Międzynarodowym Festiwalu Filmu Animowanego w Annecy w 1999 roku.
Światowa premiera serialu miała miejsce 14 września 1999 roku na malezyjskim kanale Astro Ria. W Polsce jego premiera odbyła się 25 lipca 2000 roku na antenie Canal+ i serial był emitowany do sierpnia 2000 roku. W późniejszym czasie serial emitowany był również na nieistniejącym kanale MiniMax.

## Opis fabuły
Serial opowiada o przygodach 11-letniego chłopca, jego przyjaciół i rodziny z malajskiej wioski. Każdego dnia tradycja zmaga się ze współczesną kulturą masową i technologią.

## Wersja polska
Opracowanie i udźwiękowienie wersji polskiej: na zlecenie CANAL+ – Start International Polska
Reżyseria: Paweł Galia
W wersji polskiej udział wzięli:
- Sara Müldner – Ana
- Paweł Szczesny – tata Mata

i inni
Lektor: Przemysław Nikiel